# Leonid Aleksandrovič Antonov
Leonid Aleksandrovič Antonov (23 marzo 1909 – 4 agosto 1985) è stato un regista cinematografico sovietico.

## Filmografia parziale
- Tajny mudrogo rybolova (1957)
- Avtomatika i sel'skoe chozjajstvo (1960)